# Christian Ehregott Weinligs
Christian Ehregott Weinligs   (Dresden, 30 de setembre de 1743 - Dresden, 14 de març de 1813) fou un compositor alemany i Kreuzkantor.

## Biografia
Weinlig era el fill del secretari de la ciutat de Dresden "Stadtsyndikus" i des del 1744 l'alcalde de Dresden, Christian Weinlig (1681-1762), a Dresden. El seu germà fou Christian Traugott Weinlig, nascut el 1739 (arquitecte i constructor). Va rebre la seva formació musical com a estudiant extern a la Kreuzschule i va aprendre el baix i la composició de Gottfried August Homilius. Aleshores ja escrivia cantates que Homilius havia interpretat. A petició del seu pare, Weinlig va començar a estudiar teologia a la Universitat de Leipzig el 1765. Durant els seus estudis, va compondre, entre altres coses, ballets amb parts vocals per a la tropa del drama de Koch, rebuts positivament. Per tant, va ser contractat pel magistrat de 1767 a 1773 com a organista de l'Església reformada de Leipzig. Després va treballar com a organista a Thorn fins al 1780. Entre altres coses, es van crear cantates i sonates per a piano, així com un oratori de la passió que va aparèixer en forma impresa. L'oratori s'ha representat a Danzig i Dresden, entre d'altres.
Des del 1780 Weinlig va ser el compositor de l'òpera de la Cort de Dresden i fins al 1785 organista de la Frauenkirche a Dresden, però va continuar dedicant-se a la composició. Quan el seu mestre Homilius va patir un ictus el 1784, va suggerir a Weinlig com el seu substitut del Kreuzkantor. Weinlig va aprovar l'examen de cantor, presidit per Johann Gottlieb Naumann, i va treballar com a diputat de Homili el 1784. Com Homilius va morir a l'any següent, va ser nomenat Weinlig Cantor de l'Església de la Creu i de l'Escola de la Creu. La seva música de passió El Crist a la tomba de Jesús, composta per divendres sant de 1786, amb text de Traugott Benjamin Berger(1754-1810) va ser especialment valorada pels contemporanis. Mitjançant la seva estreta col·laboració amb els cantants de l'òpera de Dresden, l'obra de Weinlig es va desviar gradualment del seriós estil eclesiàstic. La inauguració de la nova Kreuzkirche el novembre de 1792 va coincidir amb el període cantor de Weinlig, en el qual es va representar la seva cantata Awesome, oh God, on van participar 120 cantants.
Des del 1793, cada cop més malalt, Weinlig va haver de lliurar la direcció dels Oratoris de la Passió al seu nebot Christian Theodor Weinlig el 1809. Weinlig va morir a Dresden el 1813 i va ser enterrat a la cripta de la família Weinlig al cementiri d'Elies. "Un saturn amb una pancarta en llatí ha sobreviscut a la tomba, que es troba al palau del Gran Jardí".
Weinlig va escriure òperes, oratoris (The Christian at the Tomb of Jesus, 1786; Jesus Christ Suffering and Mying, 1787), cantates (Augusta), cançons, peces de piano i sonates en un estil sensible. Entre els seus estudiants figuraven Gottlob Benedict Bierey, Friedrich August Kanne i Gottlob August Krille. Krille va triomfar a Weinlig com a nou Kreuzkantor, però va morir després de només dos mesos al càrrec. El seu successor va ser el nebot de Weinlig, Christian Theodor Weinlig, que també va ser compositor i posteriorment era "Thomaskantor".